# Neue Denkschriften der Schweizerischen Naturforschenden Gesellschaft
Neue Denkschriften der Schweizerischen Naturforschenden Gesellschaft (abreviado Neue Denkschr. Schweiz. Naturf. Ges.) fue una revista científica con ilustraciones y descripciones botánicas que fue publicada en Suiza los números 41 a 54, desde 1907 hasta 1918 con el nombre de Neue Denkschriften der Schweizerischen Naturforschenden Gesellschaft. Nouveaux Mémoires de la Société Helvetique des Sciences Naturelles. Fue precedida por Neue Denkschr. Allg. Schweiz. Ges. Gesammten Naturwiss. y reemplazada por Denkschr. Schwiez. Naturf. Ges..